# Neverice
Neverice (allemand : Nüweritz, hongrois : Néver) est un village de Slovaquie situé dans la région de Nitra.

## Histoire
Première mention écrite du village en 1275.

## Démographie

### Évolution de la population
| Année:               | 1994. | 2004.   | 2014.   | 2024.   |
| -------------------- | ----- | ------- | ------- | ------- |
| Nombre de personnes: | 661   | 675     | 680     | 677     |
| Différence:          |       | +2,11 % | +0,74 % | -0,44 % |

| Année:               | 2023. | 2024.   |
| -------------------- | ----- | ------- |
| Nombre de personnes: | 679   | 677     |
| Différence:          |       | -0,29 % |